# Pascal Chimbonda
Pascal Chimbonda (født 21 februar 1979) er en fransk fodboldspiller. Han har gennem karrieren blandt andet spillet for Tottenham Hotspur, Sunderland A.F.C., Wigan Athletic, SC Bastia, Le Havre AC og andre klubber.
Han spiller back eller midterforsvar. Chimbonda har spillet en landskamp for Frankrig, og var med til VM i Tyskland 2006.